# Skellefteå

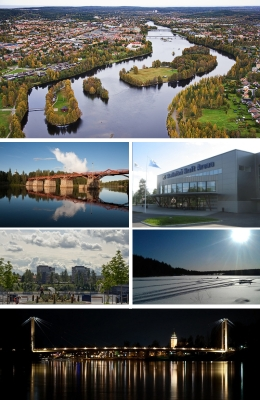
Skellefteå

Skellefteå [ɧɛˈlɛftə] ist eine Stadt in der schwedischen Provinz Västerbottens län und der historischen Provinz Västerbotten. Sie ist Hauptort der gleichnamigen Gemeinde.
Die Stadt wurde 1845 vom Vikar Nils Nordlander gegründet und ist damit eine der jüngsten Städte an der Küste Nordschwedens. Als religiöser Sammelplatz war der Ort jedoch schon sehr lange von Bedeutung. Um die Kirche gab es eine Vielzahl von Gebäuden, die von den Bewohnern der umliegenden Gegend bei kirchlichen Festen als Übernachtungsplätze genutzt wurden. Diese Kirchenstadt fiel jedoch mehrfach Bränden zum Opfer. Zur Zeit der industriellen Revolution wurden fast alle Holzgebäude durch Häuser aus Ziegel ersetzt.
Im nahegelegenen Bergwerk Boliden der heutigen Boliden AB wurden lange Zeit Arsen und Gold gewonnen, was der Stadt den Beinamen „Goldstadt“ einbrachte.

## Verkehr
Skellefteå liegt an der Europastraße 4, die ungefähr parallel zur Ostseeküste verläuft. Weitere wichtige Verbindungen sind der Silberweg nach Bodø in Norwegen und die Landstraße 364 in Richtung Umeå.
Eine Norrbotniabanan, die Skellefteå im Personenverkehr anschließen würde, ist in der Planungsphase. Die Bahnstrecke Bastuträsk–Skelleftehamn wird nur von Güterzügen befahren. Der nächste Personenbahnhof befindet sich im Ort Bastuträsk, der zur Nachbargemeinde Norsjö gehört.
Der nächste Flugplatz mit Flügen nach Stockholm/Arlanda, der Flughafen Skellefteå, liegt 20 km südlich des Stadtzentrums.
Die schon 1737 eröffnete Lejonströmsbron ist Schwedens älteste Holzbrücke.

## Wirtschaft
Der Energieversorger Skellefteå Kraft hat seinen Firmensitz in Skellefteå. Im Oktober 2017 hat das Unternehmen Northvolt entschieden, hier eine Fabrik zur Herstellung von Lithiumionen-Batteriezellen zu bauen.

## Sport
In Skellefteå ist eine der bekanntesten schwedischen Eishockeymannschaften beheimatet, der Skellefteå AIK, welcher seine Heimspiele in der Skellefteå Kraft Arena austrägt und in der höchsten schwedischen Eishockey Liga der Svenska Hockeyligan spielt.

## Söhne und Töchter der Stadt
- Anna Nordlander (1843–1879), Malerin
- Doris Hedberg (* 1936), Turnerin
- Olle Holmquist (1936–2020), Jazz- und Unterhaltungsmusiker
- Bo Nilsson (1937–2018), Komponist
- Dan-Olof Stenlund (* 1937), Chordirigent
- Lars-Erik Berenett (1942–2017), Schauspieler
- Lennart Hedmark (* 1944), Zehnkämpfer und Speerwerfer
- Hardy Nilsson (* 1947), Eishockeyspieler und -trainer
- Kjell-Arne Vikström (1951–2002), Eishockeyspieler
- Michael Welz (* 1953), österreichischer Schauspieler
- Stig Larsson (* 1955), Regisseur und Autor
- Per Åke Holmlander (* 1957), Musiker
- Joakim Nyström (* 1963), Tennisspieler
- Dennis Gyllensporre (* 1964), Generalleutnant
- Mats Lindgren (* 1974), Eishockeyspieler und -trainer
- Mathias Fjellström (* 1975), Filmproduzent und -regisseur
- Anna Sjöström (* 1977), Fußballspielerin
- Robert Dahlgren (* 1979), Rennfahrer
- Jimmie Ericsson (* 1980),  Eishockeyspieler
- David Lindgren (* 1982), Sänger
- Micael Lundmark (1986–2023), Snowboarder
- Ingrid García-Jonsson (* 1991), schwedisch-spanische Schauspielerin
- Oscar Lindberg (* 1991), Eishockeyspieler
- Adam Larsson (* 1992), Eishockeyspieler
- Anton Lindholm (* 1994), Eishockeyspieler
- Marcus Pettersson (* 1996), Eishockeyspieler
- Filip Gustavsson (* 1998), Eishockeytorwart

Aus Skellefteå stammt die 1996 gegründete Kängpunk- und Crustcore-Band Totalt Jävla Mörker.